# Mauro Ramos
Mauro Ramos de Oliveira (Poços de Caldas, 1930. augusztus 30. – Poços de Caldas, 2002. szeptember 18.), egykori kétszeres világbajnok brazil válogatott labdarúgó.
A brazil válogatott tagjaként részt vett az 1954-es, 1958-as és az 1962-es világbajnokságon illetve az 1949-es, az 1956-os és az 1959-es Dél-amerikai bajnokságon.

## Sikerei, díjai

### Játékosként
Brazília
- Világbajnok (2): 1958, 1962
- Dél-amerikai bajnok (1): 1949
- Dél-amerikai ezüstérmes (1): 1959

São Paulo
- Paulista bajnok (4): 1948, 1949, 1953, 1957
- Torneo Rio-São Paulo győztes (1): 1959

Santos
- Paulista bajnok (5): 1960, 1961, 1962, 1964, 1965
- Taça Brasil győztes (5): 1961, 1962, 1963, 1964, 1965
- Copa Libertadores győztes (2): 1962, 1963
- Interkontinentális kupagyőztes (2): 1962, 1963
- Recopa Sudamericana győztes (1): 1968
- Torneo Rio-São Paulo győztes (3): 1963, 1964, 1966

## Külső hivatkozások
- Mauro Ramos a national-football-teams.com honlapján
- Mauro Ramos a FIFA.com honlapján Archiválva 2015. január 31-i dátummal az Archive.is-en